# Villanueva de Gumiel
Villanueva de Gumiel község Spanyolországban, Burgos tartományban. Villanueva de Gumiel Baños de Valdearados, Quemada, Aranda de Duero, Gumiel de Izán és Tubilla del Lago községekkel határos. Lakosainak száma 279 fő (2024).

## Népesség
A település népessége az utóbbi években az alábbiak szerint változott:
| Lakosok száma | 302  | 288  | 274  | 281  | 293  | 276  | 287  | 279  | 274  | 279  |
|               | 2001 | 2004 | 2006 | 2009 | 2011 | 2014 | 2016 | 2019 | 2021 | 2024 |